# Lambique chercheur d'or
Lambique chercheur d'or ou Bibbergoud en néerlandais est le douzième album de bande dessinée de la série Bob et Bobette. Il porte le numéro 138 de la série actuelle.
Il est écrit et dessiné par Willy Vandersteen . Il a été publié dans De Standaard et Het Nieuwsblad du 16 avril 1949 au 24 août 1949.

## Synopsis
Lambique rencontre un vieil indien qui lui remet une carte qui indique l'emplacement d'une mine d'or. Sans hésitation, il se rend en Californie en compagnie de Bob et Bobette pour trouver cette mine. Il aura à faire aux indiens Flatfeet et une Fanfreluche géante qui garde l'entrée de la mine et sera épaulé par Kid Escarbille et un ours parlant.

## Personnages principaux
- Bobette
- Bob
- Lambique
- Fanfreluche
- Tante Sidonie, alias l'ours parlant

## Personnages secondaires
- Les pieds plats
- Kid Escarbille
- Fleur Flétrie
- Le Sachem Masqué

## Lieux
- Belgique, cirque Knok
- Amérique ; Californie, New York avec la statue de la Liberté
- Far-West
- le désert Whirlwind

## Autour de l'album
- C'est le premier album à être traduit en français et édité par Erasme, à la suite du succès de l'album Le Fantôme espagnol qui est paru dans le journal de Tintin et qui ne sera édité en français qu'en 1952.
- Le personnage de Lambique, qui a aussi sa propre série, prend de plus en plus d'importance dans les aventures de Bob et Bobette.

- Dans la réédition de la Série rouge, l'histoire n'est pas redessinée en dehors de la couverture, contrairement à la plupart des autres premières histoires de la série.
- Lambique lit un livre sur Buffalo Bill au début de l'histoire . Vandersteen aimait aussi lire ces histoires de cow-boy quand il était enfant.
- "Fleur Flétrie" est un jeu de mots avec Sitting Bull , le chef des Sioux , qui est également apparu dans les émissions Wild West de Buffalo Bill .
- Lorsque Fleur Flétrie navigue vers le village indien dans son canoë, elle chante la chanson sud-africaine Mama, I want a man!
- C'est la première histoire de Bob et Bobette dans laquelle Fanchon prend vie. Cela se reproduira dans d'autres albums.

## Éditions
- Bibbergoud, Standaart, 1950 : Édition originale en néerlandais
- Lambique chercheur d'or, Erasme, 1951 : Première édition française comme numéro 1 de la série "rouge" en bichromie.
- Lambique chercheur d'or, Erasme, 1973 : Édition française comme numéro 138 de la série actuelle en couleur.